# Floating Dutchman (schip, 2011)
De Floating Dutchman is een amfibievoertuig. Het is een combinatie van een luxe touringcar en een gecertificeerde rondvaartboot. In de rest van de wereld kent men deze vorm van toerisme als Duck Tours.
Floating Dutchman is een handelsnaam van Splashtours.

## Kenmerken
Het hybride aangedreven vaartuig vaart door middel van 198 accu’s geruisloos en CO2-neutraal. Het werd voor de firma Dutch Amphibious Transport Vehicles (DATV) in Nijmegen gebouwd en werd in de vaart gebracht door rederij Lovers in Amsterdam. 

## Geschiedenis
De Floating Dutchman was primair bedacht om passagiers op Schiphol met een minimale overstaptijd van 5 uur de mogelijkheid te bieden deze tijd te gebruiken om Amsterdam op een spectaculaire manier te beleven, maar ook alle andere bezoekers konden van de attractie profiteren.
Vanaf 2011 reed de varende bus vanaf Schiphol Plaza naar de ‘Splash Zone’ bij het NEMO Science Museum, ging daar te water en na een rondje langs onder andere de Magere Brug, de Hermitage Amsterdam en het Scheepvaartmuseum reed de bus weer het water uit, om vervolgens terug te keren naar de Luchthaven Schiphol.
Het was echter geen doorslaand succes en het voertuig verhuisde naar Rotterdam en werd daar uiteindelijk overgeschilderd in dezelfde gele kleur als het daar al in bedrijf zijnde en vergelijkbare schip de Splashtours I en kon daar worden ingezet op de Nieuwe Maas. 

## Trivia
De film The Floating Dutchman is ook de naam van een film uit 1952, gebaseerd op een roman van Nicolas Bentley, met onder andere Dermot Walsh, Sydney Tafler en Mary Germaine.